# Carrie (regény)
A Carrie Stephen King amerikai író első, 1974-ben megjelent regénye. Magyarul a Nemo Könyvkiadónál 1992-ben jelent meg először Nagy Géza fordításában, majd 1993-ban ugyanezzel a fordítással A boszorkánylány címmel is megjelent.
1995-ben Hamvai Kornél új fordításában az Európa Könyvkiadónál jelent meg.

## Cselekmény
Carrie White 16 éves, középiskolás lány, aki kettesben él bigottan vallásos, özvegy édesanyjával a Chamberlain nevű kisvárosban. Carrie-t az iskolában gyakran gúnyolják, piszkálják esetlensége, megjelenése miatt, anyja pedig folyamatosan terrorizálja. 
Amikor életében először megjön a menstruációja egy testnevelésórát követően a zuhanyzóban, Carrie pánikba esik, mivel nem tudja, mi történik. Anyja a vérzést bűnös dolognak tartja, ezért soha nem beszélt neki róla. Iskolatársai kinevetik, megalázzák a lányt, tamponokat, betéteket dobálnak hozzá. A fő hangadó Chris Hargensen, egy befolyásos ügyvéd lánya. Az eseményeket az állítja meg, hogy a testnevelő tanár, Miss Desjardin közbelép. 
Christ megbünteti az iskola, a végzősök báljára sem mehet el. Apja megpróbálja elsimítani az ügyet. Mivel ez nem sikerül, a lány bosszút forral Carrie ellen. 
Carrie az érzelmi megrázkódtatás hatására rájön, hogy telekinetikus képességei vannak. Visszaemlékezésekből kiderül, hogy ennek már kisgyermekkorában is voltak jelei. Carrie ismét ráébredve természetfeletti erejére tudatosan kezd el gyakorolni, tárgyakat mozgatni a képességével.
A Carrie megalázásában résztvevő lányok egyikének, Sue-nak lelkiismeret-furdalása lesz, ezért megkéri barátját, Tommy Rosst, hogy (helyette) Carrie-vel menjen el a bálra. Tommy beleegyezik, és Carrie vonakodva, de elfogadja a meghívást. Báli ruháját saját maga varrja meg.
Chris megszervezi, hogy Carrie-éket válasszák meg bálkirálynőnek. Barátjával, Billy-vel a színpad fölé, a bálkirály és a bálkirálynő trónja fölé két disznóvérrel teli vödröt rögzítenek. 
Carrie jól érzi magát a bálon, és a szavazáson őt és Tommy-t választják meg királynőnek és királynak. Amikor elfoglalják helyüket a színpadon, Chris a rájuk kötött madzag segítségével leborítja a vödröket, és Carrie-t beborítja a disznóvér. Az egyik lezuhanó vödör fejen találja Tommy-t, aki elveszíti az eszméletét. A bálozók nevetésben törnek ki, Carrie pedig megalázva kimenekül a teremből. Kint ráébred, hogy ereje segítségével visszavághat. Bezárja a terem minden ajtaját, és beindítja a tűzoltó berendezést. Amikor a leömlő víz a zenekar elektronikus berendezéseiben zárlatot okoz és az áramütés megöl egy fiút, Carrie a többi elektromos kábelt is eltépi. Az épület kigyullad, Carrie pedig elveszíti az uralmat önmaga fölött, és tombolni kezd: tönkreteszi a tűzcsapokat, felrobbantja a benzinkutat, letépi a villanyvezetékeket. Elhatározza, hogy romba dönti az egész várost. 
Hazafelé veszi az irányt, ahol anyja várja, aki szerint a lányt megszállta a sátán. Margaret elmeséli neki fogantatása körülményeit, és egy konyhakéssel próbálja hátbaszúrni Carrie-t, végül a vállán találja el. Erejét használva Carrie megállítja Margaret szívét. A lány megsebesülve elindul a kocsma felé, útközben találkozik Billy és Chris párosával, akik megpróbálják elgázolni, de ő átveszi az irányítást az autójuk felett, falnak küldi azt, amivel megöli a lányt és a fiút.
Sue követi Carrie-t, a parkolóban találja meg összeesve. Rövid "beszélgetést" folytatnak telepatikus úton, és Carrie rájön, hogy Sue és Tommy ártatlanok voltak a bálon történtekben, majd Carrie meghal.
Hajnalra a város romokban áll, a hírek több mint négyszáz halottról szólnak. Az eseményekről később számos publikáció, könyv, jelentés születik. Sue az élményei alapján memoárt ad ki. A paranormális képességeket vizsgáló "White-bizottság" jelentése arra a következtetésre jut, hogy a képességek genetikai úton öröklődnek, így valószínűleg Carrie nem egyedi eset volt. A könyv legvégén egy Tennessee államban élő nő levelének részlete olvasható, amelyben testvérének beszámol kislánya telekinetikus képességeiről és felidézi nagymamájukat, akinek hasonló képességei voltak.

## Érdekességek
Jóllehet a Carrie Stephen King negyedik regénye volt, azonban ez jelent meg elsőnek, és ez hozta meg számára az áttörést 1974-ben. A könyv hatalmas sikerének köszönhetően a továbbiakban főállású íróként tudott tevékenykedni. Ezt pedig nagy részben feleségének, Tabithának köszönheti, hiszen King számos interjúban rendszeresen emlékeztet arra: ő maga elégedetlen volt a félkész történettel, amit először még csak novellának szánt a Cavalier magazin számára, ezért kidobta a szemétbe a még el nem készült kéziratot, amelyet felesége megtalált, kihalászott és elolvasott. Tabitha annyira ígéretesnek tartotta a történetet, hogy ezt követően folytatásra biztatta a férjét.

## Magyar kiadások
- A boszorkánylány; ford. Nagy Géza; West in Book, Bp., 1993
- Carrie; ford. Hamvai Kornél; Európa, Bp., 1995 és 2021 között több kiadás

## Adaptációk
- A regényből első alkalommal Brian De Palma készített filmet azonos címmel. Az 1976-ban bemutatott film Lawrence D. Cohen forgatókönyve alapján készült. Carrie szerepét Sissy Spacek játszotta, John Travolta pedig Billy Nolant.
- 2002-ben készült egy újabb feldolgozása a regénynek. Ebben a verzióban Carrie szerepét Angela Bettis játszotta, Margaret White-ot Patricia Clarkson, a rendezői székben David Carson foglalt helyet.
- A regény újabb filmes feldolgozását 2013-ban mutatták be Kimberly Peirce rendezésében, a főbb szerepekben Chloe Grace Moretz és Julianne Moore láthatók.